# Bobbi Dylan
Bobbi Dylan (Pensilvania; 29 de noviembre de 1992) es una actriz pornográfica y modelo erótica estadounidense.

## Biografía
Nacida en el estado de Pensilvania, su infancia y juventud la pasó creciendo en varios lugares de la costa este, principalmente en Nueva York y Nueva Jersey, pero también pasó algún tiempo en Filadelfia y Colorado. Antes de entrar en la industria trabajó en una radio como gerente, en el soporte técnico de la empresa T-Mobile, como reponedora y socorrista. Su pasión por la temática BDSM hizo que realizara algunos trabajos como modelo erótica.
Tras un tiempo como modelo erótica, decidió dar un paso más en su carrera en la industria y grabó sus primeras escenas como actriz pornográfica en octubre de 2015, a los 23 años. Como actriz ha trabajado para productoras como Desperate Pleasures, Kick Ass, Digital Sin, Sweetheart Video, Pure Taboo, Girlsway, Jules Jordan Video, Nubiles, Evil Angel, Reality Kings, Elegant Angel, Kink.com, Brazzers, Reality Kings o Girlfriends Films, entre otras.
En 2017 obtuvo su primera nominación en los Premios AVN en la parcela de premios otorgados por los fanes, en la categoría de Debutante más caliente.
Ha rodado más de 190 películas como actriz.
Algunos trabajos de su filmografía son Bathtime Blowjobs, Family Friendly, Girls Kissing Girls 20, Manuel Ferrara's Ripe, My Mom's Tits, Pussy Lickers 2, Schoolgirl Bound 3, ShopLyfter 2. o Swipe Right

## Premios y nominaciones
| Año  | Ceremonia         | Resultado | Premio                             | Trabajo |
| ---- | ----------------- | --------- | ---------------------------------- | ------- |
| 2017 | Premios AVN       | Nominada  | Premio fan: Debutante más caliente | —       |
| 2018 | Spank Bank Awards | Nominada  | Tweeting Twat of the Year          | —       |
| 2019 | Premios Urban X   | Nominada  | Orgasmic Oralist                   | —       |
| 2019 | Spank Bank Awards | Nominada  | Best Live Performance              | —       |
| 2019 | Spank Bank Awards | Nominada  | Best Piercing                      | —       |